# Bendarzsevszkij Anton
Bendarzsevszkij Anton (Minszk, 1985. január 7.) külpolitikai- és biztonságpolitikai szakértő, újságíró, az Oeconomus Gazdaságkutató Alapítvány igazgatója.

## Élete
Minszkben született. A csernobili atomerőmű-balesetet egy évesen élte át. 
1995-ben családjával politikai okokból Magyarországra emigrált. A pécsi Leőwey Klára Gimnáziumban érettségizett 2004-ben. Egyetemi tanulmányait a Pécsi Tudományegyetem média és kommunikáció, valamint történelem szakán végezte 2004-2010 között. 2009-ben politológiát tanult a nagy-britanniai Leicester egyetemen. 
2011-ben Csernobil öröksége: a Zóna címmel Maczelka Márkkal dokumentumfilmet forgatott, mely 1,2 milliós megtekintést ért el a YouTube-on.
Hét éven keresztül a Kitekintő külpolitikai hírportál rovatvezetője volt, ahol közel hatszáz cikket és elemzést publikált. Dolgozott a versenyszférában. Négy évig vezette a Magyar Nemzeti Bank Pallas Athéné Innovációs és Geopolitikai Alapítványát és annak kutatóintézetét.
2020-2022 között a Danube Institute geopolitikai kutatócsoportját vezette, majd a szervezet kutatási igazgatója volt. 
2022. júniusától az Oeconomus Gazdaságkutató Alapítvány igazgatója.
Az Index hírportál rendszeres külső szerzője, a Mandiner hetilap vendégszerzője. Emellett rendszeresen szólal fel a külpolitikai szakértőként a hazai média legszélesebb spektrumában. 2023-ban összesen 494 alkalommal nyilatkozott különböző sajtóorgánumoknak.

### Kutatási területei
- Politikai tudományok;
- Oroszország helyzete a XX-XXI. században;
- Geopolitikai kihívások a poszt-szovjet térségben és Kelet-Európában;
- Integrációs folyamatok a poszt-szovjet térségben;
- Az Eurázsiai Unió jövője; Tömegkommunikáció;
- Médiabefolyásolási technikák, média mint az államgépezet eszköze, a média átalakulása a XXI. században;
- A külpolitikai média helyzete;
- Információs hadviselés.

Anyanyelvi szinten beszél belaruszul, oroszul és magyarul, felsőfokon angolul, alapfokon németül és latinul.

## Családja
Nős, felesége Anna, orosz származású. Gyermekeik: Alicia (2011), Alekszej (2014), Adam (2018), Adel és Annabell (2022).

## Művei
- A szovjetterror fehérorosz áldozatai, avagy a Kuropati erdő borzalmas titka, In: Múlt-kor Történelmi Magazin, 2010, tél, IV.[2]
- Dare to lead: the Eastern Partnership and the Hungarian EU Presidency, In: European Spirit: EU Presidency of Hungary 2011, Priorities and Opportunities. Budapest. December 2010. [3]
- Befektetések Belaruszban és Ukrajnában, In: Kelet-Európa Tanulmányok 11., 54-77. old. 2015. december. ISBN 978-963-301-630-5, ISSN 1789-0829
- Geopolitikai közvéleménykutatás 2018., Szerkesztette: Bendarzsevszkij Anton és Gere László. 2019. február. 110 oldal. ISSN 2631-1356
- Bendarzsevszkij Anton és Szálkai Kinga: Oroszország, In: Biztonságpolitikai Corvinák. Szerkesztette: Szálkai Kinga, Baranyi Tamás Péter, Szarka E. Luca. Antall József Tudásközpont, Budapest, 2019. 311-346 pp. ISBN 978-615-5559-51-8
- Eastern Partnership 2030 Trends”, Economy and Technology chapter, In: Visegrad Insight, November 2019. Res Publica.[4]
- A népszerűség szárnyain: lehetőségek és kockázatok Zelenszkij Ukrajnájában, In: KKI Elemzések, E-2019/42, 2019. októbere, ISSN 2416-0148.
- Relations of Poland and the Baltic States with Belarus: Geopolitical Ambitions, Historical Symbolism and Dynamics of Migration, In: Politics in Central Europe (ISSN 1801-3422) Vol. 17, No. 1S, 2021.[5]
- A Világ 2023-ban: Belarusz, In: A Világ 2023-ban. MCC Geopolitikai Műhely. Demkó Attila (szerk.). MCC Press, 2023.[6]